# Buchfunk Verlag
Der BUCHFUNK Verlag ist ein deutscher Verlag für Hörbücher und Hörspiele mit Sitz in Leipzig und Berlin. Er wurde 2004 von dem Journalisten Johannes Ackner und dem Germanisten David Fischbach als Gesellschaft bürgerlichen Rechts (GbR) gegründet und wird heute als Gesellschaft mit beschränkter Haftung (GmbH) geführt. Der Programmschwerpunkt liegt auf belletristischen Lesungen, Hörspielen und Sachbüchern. Zudem betreibt BUCHFUNK das Internetportal vorleser.net für kostenlose Hörbücher und produziert unter dem Label buchfunk.studio verschiedene Audioinhalte für Dritte.

## Programm
Das Verlagsprogramm umfasst Literatur jüngerer Autoren, darunter Dinçer Güçyeter, Musa Okwonga und Nora Imlau und moderner Klassiker, wie Else Lasker-Schüler oder Ulrich Becher. Neben der zeitgenössischen Literatur widmet sich BUCHFUNK auch vollständigen Aufnahmen von gemeinfreien Klassikern der Weltliteratur – so wurden Die Bibel und Der Koran jeweils ungekürzt gelesen veröffentlicht, wie auch Giacomo Casanovas Geschichte meines Lebens, Sämtliche Kinder- und Hausmärchen der Brüder Grimm und Sämtliche Sherlock-Holmes-Erzählungen von Arthur Conan Doyle.

## Auszeichnungen
Deutscher Verlagspreis 2021
BUCHFUNK gehört zu den 66 Preisträgern des Deutschen Verlagspreises 2021
Deutscher Hörbuchpreis
Die Hörbuchproduktion Jean-Henri Fabre Der heilige Pillendreher, gesprochen von Gert Heidenreich, mit elektroakustischer Musik von Robert Rehnig, ist in der Kategorie „Bestes Sachhörbuch“ mit dem Deutschen Hörbuchpreis 2013 ausgezeichnet worden.
Für den Deutschen Hörbuchpreis war für die Kategorie „Beste Interpretin“ nominiert: Edith Stehfest Gun Love (2019) und Jennifer Clement.
Für den Deutschen Hörbuchpreis waren jeweils für die Kategorie „Bestes Hörspiel“ nominiert: Oliver Kontny / Marc Sinan (Musik) Iranian Voices (2014) und Jennifer Egan / David Fischbach Black Box (2015)
Für die Hörbuch-Produktion Brüder Grimm Sämtliche Kinder- und Hausmärchen wurde der Verlag auf die Longlist des Deutschen Hörbuchpreises 2016 in der Kategorie „Beste verlegerische Leistung“ gewählt.
hr2-Hörbuchbestenliste
Von der hr2 Hörbuchbestenliste wurden folgende Hörbücher und Hörspiele ausgezeichnet:
- Jean-Henri Fabre Der heilige Pillendreher (Juli 2012)
- Jean-Henri Fabre Die schwarzbäuchige Tarantel (Dezember 2012)
- Oliver Kontny / Marc Sinan (Musik) Iranian Voices (August 2013)
- Diverse Autoren 1914 - 1918. Große Autoren erzählen vom Ersten Weltkrieg (Januar 2014)
- Jean-Henri Fabre Erinnerungen eines Insektenforschers (April 2014)
- Franz Hessel Spazieren in Berlin (Mai 2014)
- Giacomo Casanova Geschichte meines Lebens (Mai 2015)
- Else Lasker-Schüler Mein Herz (Oktober 2015)
- Hans Christian Andersen Sämtliche Märchen und Geschichten (Juni 2019)
- Angela Krauß Pythagoräischer Zauber (Juni 2020)
- Angela Gerrits Eineinhalb Wunder und ein Spatz (Juni 2020)
- Rachel Cusk Outline-Trilogie (Januar 2021)
- Matthias Jügler Die Verlassenen (Juni 2021)
- Franz Orghandl Der Katze ist es ganz egal (November 2021)
- Friederike Köpf Baby Oma (Januar 2023)

## vorleser.net
Buchfunk betreibt das Internetportal vorleser.net. Nach Auskunft des Verlages werden dort inzwischen mehr als 750 Hörbücher meist klassischer Autoren zum kostenlosen Download angeboten.